# Edith Thrane
Edith Thrane-Nielsen (18. oktober 1917 i Nordby på Fanø – 9. maj 2005) var en dansk skuespillerinde, som blev uddannet ved Aalborg Teater i 1959. Hun deltog sidenhen i studierejser til Stockholm og Göteborg og var fra 1967 og seks år frem engageret på Odense Teater. I 1974 kom hun til Aalborg Teater.

## Filmografi
- Ordet (1955)
- Tro, håb og trolddom (1960)
- Tine (1964)
- Balladen om Carl-Henning (1969)
- Thorvald og Linda (1982)
- Portland (1996)